# Hodnotová orientace
Hodnotová orientace je soustava hodnot, která se projevuje situační, krátkodobou či dlouhodobou zaměřeností subjektivního charakteru. Jedná se o míru významu, kterou jedinec individuálně přikládá určitým ideálům, vlastnostem, jevům atd., které usměrňují jeho chování.

## Hodnoty
V průběhu života si člověk osvojuje určité hodnoty jevů, kterými je denně obklopován. Hodnocení je velmi zvláštní forma odrážející vztah člověka k objektivní skutečnosti. Tyto jevy a jejich individuální hodnocení se podílí na motivaci a usměrňování chování jedince. Proto je přirozené, že člověk směřuje své cíle k něčemu, co je pro něj podstatné a rozhodující.
Pojem „hodnota“ je různě chápán podle toho, v jakém kontextu ho použijeme. Je proto nutné upřesnit, co slovo „hodnota“ znamená v rámci hodnotové orientace. Pro jeho interdisciplinární význam se s tímto pojmem můžeme setkat v nejrůznějších souvislostech.  Nejčastěji se s ním potýkáme ve filozofickém, pedagogickém a sociologickém pojetí. Nejvíce se ale odráží v pojetí psychologickém.
Psychologie hodnotu zmiňuje především ve spojitosti s motivační sférou osobnosti. Hodnoty se stávají jedním z nejdůležitějších určujících činitelů prožívání a chování člověka. Z chování podmiňují hodnoty převážně tu část uvědomělé činnosti člověka, kterou nazýváme jednání.

## Hodnotová orientace
Pro hodnotovou orientaci je typický důraz na zaměřenost, působnost, tendence a zacílení. Hodnotové orientace jsou blízké obsahům hodnotových typů. Abychom mohli rozeznávat jednotlivé hodnotové orientace, musíme si uvědomit převahu podob těchto orientací a také charakteristiky jejich nositelů.
Problematikou hodnotových orientací a jejich typologií se zabývá psychologie.
Eduard Spranger (27. červenec 1882 – 17. září 1963, Německo) vypracoval jednu z nejznámějších typologií hodnotové orientace, která rozlišuje šest různých základních typů hodnotové orientace, podle hodnot a motivů v životě jedince:
- teoretický typ – hledání pravdy, touha po poznání, je racionální, zkoumá podstatu světa, zajímá se co se děje kolem a příčiny toho dění
- ekonomický typ – vše poměřuje podle praktičnosti užití, přemýšlí co je pro něj nejvýhodnější a co bude mít největší zisk, ocení hmotný majetek
- náboženský typ – směřuje k absolutním a duchovní hodnotám, snaží se porozumět světu a najít jeho podstatu
- sociální typ – důležitá je láska k druhým, sebeovládání, laskavost
- estetický typ – oceňuje krásu, nezajímají ho praktické starosti, jeho svět se skládá z barev, zvuků, tvarů a rytmů
- politický/mocenský typ – zajímá ho moc, je soutěživý, vyhledává možnost ovládat jiné lidi, dosahování moci

## Hodnotová orientace v Čechách
Petr Sak (* 9. 4. 1945 Kladno) se zabýval hodnotovou orientací v českém prostředí a to u mladé generace ve věku 15–30 let. Na základě analýzy vytvořil 5 odlišných druhů hodnotové orientace.
- egoisticko-materialistická – vysoké postavení, motivace pro povýšení, majetek, plat
- profesně-rozvojová – důležité je vzdělání, úspěch, zaměstnání
- reprodukční – velký důraz se klade na rodinu a její rozšiřování, láska
- globální – zájem o životní prostředí, mír, příroda a zdraví
- liberální – hodnoty, soukromí, svoboda

## Hodnotová orientace mezi generacemi: vlivy a souvislosti
Michaela Šmídová a Martin Vávra se společně zabývali hodnotovou orientací mezi generacemi. Cílem jejich studie je blíže objasnit konkretizaci působení rodičů, vrstevníků či společensko-kulturních vlivů na utváření a přijímání hodnotových orientací.
Existují výrazné rozdíly mezi jednotlivými hodnotovými orientacemi. Největší váhu u všech souborů mají orientace hédonistické a individualistické, nejnižší váhu mají naopak orientace náboženské a neliberální (výrazné jsou tedy orientace preferující svobodu proti bohatství a bezpečnosti). I přesto, že je shoda mezi soubory výrazná, ze srovnání vyplývá, že rodina má na tvorbu hodnotových orientací menší vliv než působení mediátorů v rámci generace. To podporují i odpovědi respondentů (dětí) na přímé otázky, kde se hodnotovým orientacím naučili.
Dle srovnání se na tvorbě hodnotových orientací v průměru podílejí dle dotazovaných nejvíce škola a rodiče dohromady, poté samotní rodiče, dále kategorie „sám/ někdo jiný“ a jako poslední škola. Záleží však na jednotlivých dispozicích.

| Hodnotová orientace  | Rodiče | Děti celkem | Děti rodičů | Děti ostatní |
| a. xenofobní         | 62,8   | 50,3        | 50          | 50,9         |
| b. etatistická       | 58,4   | 51,4        | 51,8        | 50,9         |
| c. neliberální       | 36,8   | 32,3        | 31,8        | 33,1         |
| d. konformní         | 70,6   | 58,7        | 59,8        | 56,9         |
| e. rovnostářská      | 80,3   | 69,7        | 71,1        | 67,6         |
| f. náboženská        | -      | 18,2        | 20          | 15,6         |
| g. individualistická | 76,9   | 76,3        | 77,7        | 74,2         |
| h. hédonistická      | 95     | 92,1        | 92,1        | 92           |
| i. na úspěch         | 43,2   | 47          | 46,4        | 47,9         |
| j. pragmatická       | 23,1   | 27,3        | 28,2        | 26           |
| k. pohodová          | 67,4   | 61,1        | 61,1        | 61,1         |

Co se týče hodnotových orientací tíhnoucích spíše k otevřenosti či uzavřenosti společnosti na základě souhlasu či nesouhlasu s výroky vyjadřujícími jednotlivé typy, dnešní generace třicátníků je otevřená pouze málo a jejich rodiče ještě méně. Česká generace, která v roce 1989 končila základní školní docházku, zažila zlom směrem k demokracii a otevřenosti společnosti a prožila tak čas v měnící se společnosti, nebyla novými hodnotovými nabídkami výrazněji zasažena.